# Deutsches Theater (Munich)
Le Deutsches Theater München ("Théâtre allemand") est un théâtre de Munich, en Bavière, en Allemagne. C'est le plus grand théâtre d'Allemagne pour les représentations. Au théâtre en particulier des comédies musicales sont mises en scène. Également à la saison du carnaval, le théâtre joue un rôle important dans la mesure où de grands bals et des réceptions y sont organisés. 

## Histoire
Le Deutsches Theater à Munich dans la Schwanthalerstraße a été ouvert en septembre 1896. Le programme comprend des comédies musicales, des opérettes, des ballets et des concerts avec des artistes internationaux du spectacle vivant. 
En 1896, Alexander Blum, Joseph Rank et Karl Stohr construisirent le théâtre en style néobaroque. Le complexe contenait, outre un auditorium de 1679 places et le plus petit auditorium "Silver Hall", des restaurants, un café, des magasins et 30 appartements. 
Le théâtre était utilisé à l'origine principalement pour des événements de vaudeville, mais également pour des comédies populaires, des pièces de théâtre folkloriques, des événements sportifs et des bals de carnaval. En 1918, les conseils d'ouvriers et de soldats de la République soviétique de Munich se réunirent également dans l'auditorium. 
Sous la direction de Hans Gruß qui dirigeait le théâtre à partir de 1918, et en plus de l’apparition de Tiller Girls, Karl Valentin et d’autres, Joséphine Baker donna également une représentation au théâtre mais fut interdite en 1929. Sous le régime nazi, Gruß fut remplacé par Paul Wolz en 1935. En 1939, l'auditorium a été redessiné par Paul Baumgarten Elder. Le 9 mars 1943, le théâtre est détruit par des bombes. 
En 1951, le Deutsches Theater a été rouvert car il avait été partiellement reconstruit de 1949 à 1951. Depuis les années 1960, la variété des représentations s’est étendue au théâtre classique, au ballet, à l’opérette et au musical. De 1976 à 1982, l’intérieur du théâtre a été repensé par Reinhard Riemerschmid dans le style du pop art. En 1982, la compagnie internationale du Broadway Musical joua un engagement très réussi au Deutsches Theater. 
Après la menace de fermeture du théâtre en 2003, le conseil municipal a décidé de laisser le théâtre en possession de la ville et d’effectuer les travaux de restauration nécessaires dans le bâtiment. 

### Restauration
Après avoir décidé de procéder aux travaux de restauration nécessaires sur le bâtiment, le conseil municipal a également conclu que le théâtre ne serait pas fermé, contrairement ce qui s'était passé lors de la restauration de 1977-1982. Les travaux de restauration ont débuté en juin 2008 et devaient s'achever en novembre 2011. Diverses complications ont retardé l'inauguration à l'hiver 2013.